# 浸信會天虹小學
浸信會天虹小學（英語：Baptist Rainbow Primary School，簡稱BRPS，是香港黃大仙區一所男女全日制資助小學，於1984年創立，將於2026年遷入啟德發展區，並改隸九龍城校網。

## 校政管理

### 校監
歷任校監如下
- 1984年至1988年：蕭昌業 先生
- 1988年至1992年：何鏡煒 博士
- 1992年至1994年：陸澤湝 先生
- 1994年至2001年：何建宗 教授[3]
- 2001年至2016年：張志儉 教授
- 2016年至2021年：羅志強 先生
- 2021年至今：曾家石 先生

### 校長
歷任校長資訊檢附如下

#### 上午校
- 1984年至1987年：梁沛忠 先生（創校校長）
- 1987年至1988年：孫潔宜 女士（後轉職至九龍城浸信會禧年小學）
- 1988年至2004年：盧永生 先生[3]

#### 下午校
- 1986年至1987年：孫潔宜 女士（創校校長；後轉職至九龍城浸信會禧年小學）
- 1987年至2004年：洪靜強 先生[4]

#### 全日
- 2004年至2006年：洪靜強 先生
- 2006年至2007年：梁步青 先生
- 2007年至2013年：董鳳珊 女士
- 2013年至2018年：朱子穎 先生（後轉職德萃小學總校長）
- 2018年至今：馮耀章 先生

### 歷任副校長
- 1984年至1988年：洪靜強 先生
- 1991年至1995年：黃建忠 先生
- 梁步青 先生[5]
- 董鳳珊 女士
- 2007年至2021年：梁淑璧 女士
- 2020年至今：劉利 先生
- 2023年至今：謝佩盈 女士

## 學校歷史
- 1984年：小學創校並由當年教育署署長梁文建太平紳士主持揭幕暨致訓詞。當時學校只開辦上午校。
- 1986年：開辦下午校。
- 1992年：成立第一屆家長教師會。
- 1994年：10週年校慶。
- 1997年：進行學校改善工程，增添一座新翼，新翼於1998年落成。

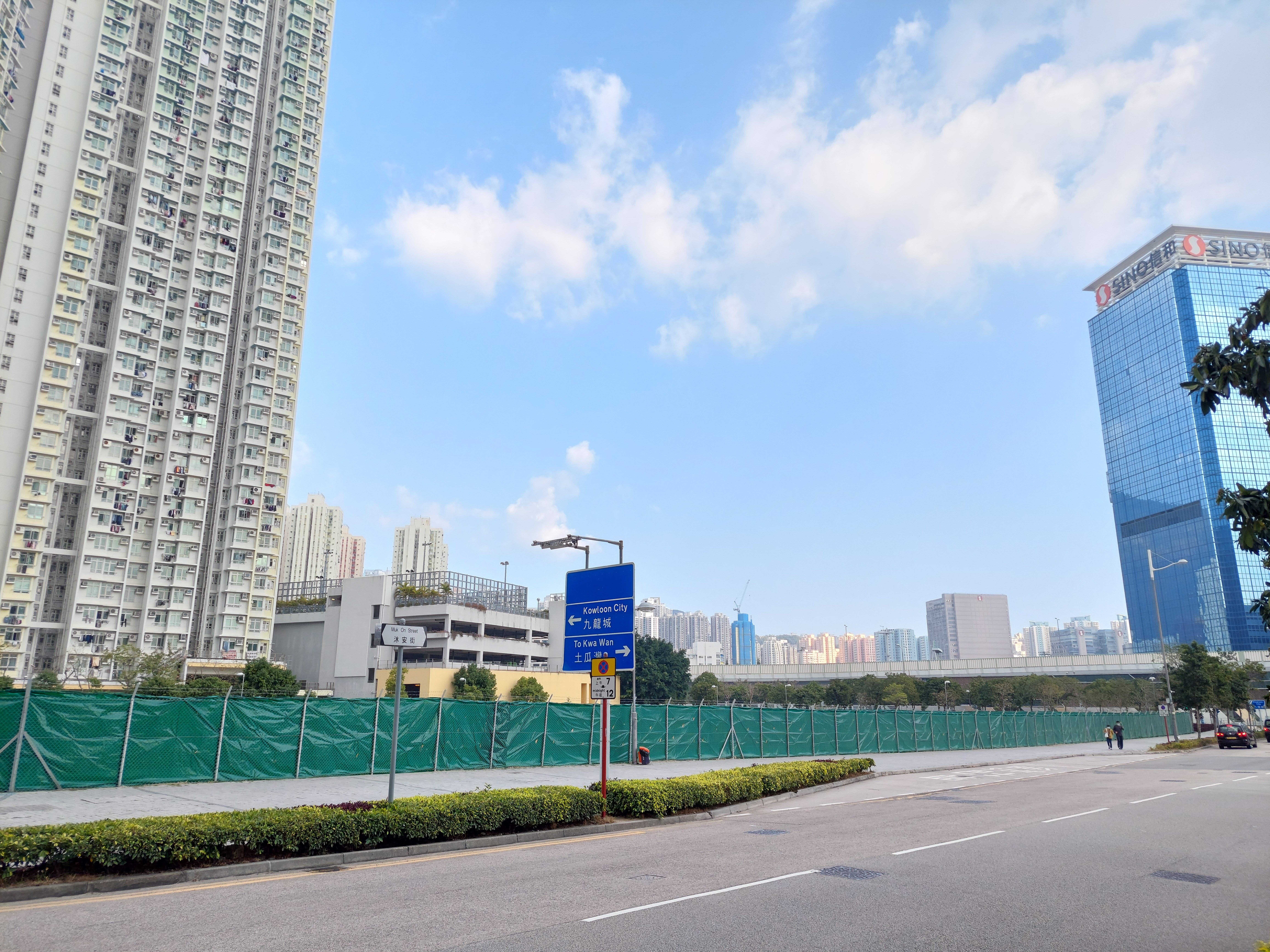
2004年：學校因應區內人口老化及香港出生率驟降的情況，逐步由上、下午校制合併為全日制。
- 2007年：學校成立法團校董會。
- 2009年：25週年校慶。
- 2013年：學校班級數量縮至6班，朱子穎校長到任，並開始改革學校為Happy School[6]。
- 2015年：檢驗出三個食水樣本含鉛量超標0.5至1.4倍不等，包括兩個教員室飲水機以及小食部清潔用熱水機[7]。
- 2016年：開始 DreamStarter 啟夢者計劃[8]，落實半天上課，下午以體驗式學習的時間表[9]。
- 2018年：學校擴展至22班，朱子穎校長離任[10]，馮耀章校長接任[11]。
- 2020年：學校獲批鄰近德朗邨的校舍用地，以興建一所設有30班的後千禧校舍。新校舍由AD+RG設計，預計於2025年底至2026年初遷校[12]。
- 2023年：新校舍於年初動工[13]。  - 準備施工，2023年2月
- 2024年：40週年校慶
- 2025年：新校舍獲孔憲紹慈善基金贊助，故此校宣佈將於同年9月起更名為「浸信會孔憲紹天虹小學」[14]。

## 校訓
該校校訓為「博文弘道」。「博文」一詞出自《論語雍也第六》，意思是君子要博覽典籍，循守禮法。而「弘道」一詞出自《衛靈公第十五》，意思是人能使道發揚光大，不能慼藉道來弘大個人。

## 辦學宗旨
以基督的精神為教育方針，六育並重，為未來社會培養人材，服務人群。

## 班級結構
| 年份 | 總數 | 小一 | 小二 | 小三 | 小四 | 小五 | 小六 |
| ---- | ---- | ---- | ---- | ---- | ---- | ---- | ---- |
| 2013 | 6    | 1    | 1    | 1    | 1    | 1    | 1    |
| 2014 | 8    | 3    | 1    | 1    | 1    | 1    | 1    |
| 2015 | 10   | 3    | 3    | 1    | 1    | 1    | 1    |
| 2016 | 15   | 4    | 4    | 3    | 1    | 2    | 1    |
| 2017 | 20   | 6    | 4    | 4    | 3    | 1    | 2    |
| 2018 | 22   | 4    | 6    | 4    | 4    | 3    | 1    |
| 2019 | 24   | 3    | 4    | 6    | 4    | 4    | 3    |
| 2020 | 24   | 3    | 3    | 4    | 6    | 4    | 4    |
| 2021 | 24   | 4    | 3    | 3    | 4    | 6    | 4    |
| 2022 | 24   | 4    | 4    | 3    | 3    | 4    | 6    |
| 2023 | 22   | 4    | 4    | 4    | 3    | 3    | 4    |
| 2024 | 22   | 4    | 4    | 4    | 4    | 3    | 3    |

## 校友
- 姚月明：香港男演員，曾奪得台灣金馬獎最佳新演員
- 杜大偉（1987年畢業）：香港男演員[註 1]
- 曾舜雯（1993年畢業）：香港駐三藩市經濟貿易辦事處處長[15]
- 何依婷（2006年畢業）：香港女藝人、2017年度香港小姐競選亞軍[16]
- 劉皓嵐（2020年畢業）：香港童星[17]

## 註解
1. ↑  關於杜大偉就讀學校及校園生活的資料，出自香港電台第一台廣播節目《守下留情》於2021年4月12日播出的訪問。

## 外部連結
- 浸信會天虹小學 （页面存档备份，存于）
- 香港浸信會聯會 （页面存档备份，存于）